# Lac Champdoré
Der Lac Champdoré ist ein See in der kanadischen Provinz Québec.

## Lage
Der Lac Champdoré liegt in Zentral-Labrador 125 km nordöstlich von Schefferville. Er liegt im Bereich des Kanadischen Schildes auf einer Höhe von 437 m. Der See weist eine Länge von 28 km und eine Breite von 9 km auf. Die Wasserfläche beträgt 165 km². Der See ist in zwei größere Becken gegliedert und weist nur wenige Inseln auf.
Der Lac Champdoré erhält das Wasser des 10 km weiter östlich gelegenen Sees Lac Tudor, der wiederum von weiteren Seen, darunter dem Lac Mina, gespeist wird. In das südöstliche Seeende des Lac Champdoré mündet der Abfluss des Lac Recouet. Über einen 4,3 km langen Abfluss wird der Lac Champdoré zum weiter westlich fließenden Rivière à la Baleine entwässert.

## Namensgebung
Der See wurde nach Pierre Angibault (auch als Champdoré bekannt), einem Schiffskapitän und Begleiter des Forschers Samuel de Champlain, benannt.